# کارلوس ساستره
 کارلوس ساستره  (اسپانیایی: Carlos Sastre‎؛ زاده ۲۲ آوریل ۱۹۷۵) یک دوچرخه‌سوار اهل اسپانیا است.